# Детская музыкальная школа духовых и ударных инструментов (Вятские Поляны)
Детская музыкальная школа духовых и ударных инструментов (Вятские Поляны) — учреждение дополнительного образования в городе Вятские Поляны Кировской области.

## История
ДМШ духовых и ударных инструментов была открыта 1 октября 1990 года.
Сначала педагогический коллектив состоял из двух преподавателей: Трефилова Владимира Михайловича (директор школы) и Пупышевой Марины Анатольевны. На данный момент педагогический состав школы — это 34 педагога и концертмейстера.
Сведения по составу преподавателей:
| На 01.09.2015 г. | Всего | Не имеют категории | Имеют высшую квалификационную категорию | Имеют 1-ю квалификационную категорию |
| ---------------- | ----- | ------------------ | --------------------------------------- | ------------------------------------ |
| Преподаватели    | 28    | 11                 | 12                                      | 5                                    |
| Концертмейстеры  | 15    | 2                  | 7                                       | 6                                    |

Школа дважды принимала участие в Дельфийских играх: в Саратове (Диплом I степени) и в Смоленске (Бронзовая медаль). В 2002 году школа победила в областном конкурсе «Лучшая школа года». Преподаватель Васильев А. П. занял первое место в областном конкурсе «Учитель года-2004». Ученик преподавателя Элькина М. И. — Караваев Иван — стал стипендиатом Министерства культуры РФ. За время существования школы четверо учеников ДМШ определялись стипендиатами Вятского фонда культуры.
В духовой школе функционируют 3 отделения (духовое, фортепианное, хореографическое), класс гитары и класс эстрадного вокала.
На сегодняшний день в школе создано 17 творческих коллективов:
- Образцовый концертно-духовой оркестр (под управлением Заслуженного работника культуры РФ Владимира Трефилова)
- Образцовый эстрадно-джазовый оркестр (под управлением Михаила Элькина)
- Образцовый хореографический ансамбль «КристАлиК» (руководитель — Кристина Чехонина)
- Образцовая детская эстрадная шоу-группа «Baby band» (руководитель — Евгения Лютина) и другие.

## Выпускники
За 25 лет школу окончили 575 учеников. 62 из них стали профессиональными музыкантами:
- Денис Шебухов, преподаватель Мичиганского Университете в США (англ. Western Michigan University)
- Юрий Елькин, преподаватель Казанской Государственной Консерватории имени Н. Г. Жиганова
- Давид Ткебучава, джазовый барабанщик
- Сергей Новокшёнов, военный дирижёр
- Михаил Демёхин, военный дирижёр
- Александр Малютин, военный дирижёр
- Антон Малютин, военный дирижёр
- Сергей Пономарёв, трубач, артист эстрадного оркестра Олега Лундстрема
- и другие.